# Тевено, Мельхиседек
Мельхиседе́к Тевено́ (фр. Melchisédech Thévenot; ок. 1620 года — 29 октября 1692 года, Исси-ле-Мулино) — французский писатель и путешественник XVII века; учёный-изобретатель, создатель ватерпаса (ок. 1660—1661 г.) и автор первого французского популярного трактата о плавании "Искусство плавания", опубликованной посмертно в 1696 году; картограф, дипломат и королевский библиотекарь при дворе Людовика XIV с 1684 года. Автор объёмного сборника травелогов (преимущественно переводных) в традиции Рамузио и Хаклита с приложением уникальных карт Ближнего Востока. С 1685 года член Французской академии наук. Передал страсть к путешествиям своему племяннику Жану де Тевено.

## Издания
- Записки о путешествиях «Relations de divers voyages curieux qui n’ont point été publiés» (1663—1672). Полное название: «Relations de divers voyages curieux qui n’ont point esté publiées, et qu’on a traduit ou tiré des originaux des voyageurs français, espagnols, allemands portugais, anglois, hollandois, persans, arabes & autres orientaux, données au public par les soins de Melchisedech Thevenot; le tout enrichi de plantes non décrites, d’animaux inconnus à l’Europe, & de cartes géographiques qui n’ont point encore été publiées»
- «Art de Nager demontré par figures avec des avis pour se baigner utilement» (Париж, 1696; переведена на английский уже в 1699 году)
- «Математики древности» (Mathematici Veteres) — трактаты по механике и осадным операциям древних веков, включая конструкции и способы управления метательными машинами. (Отредактировано и опубликовано Ла Хиром в 1693 году после смерти Тевено).